# Komunistični zločini (poljski pravni koncept)
Komunistični zločini (poljsko: zbrodnie komunistyczne) je pravna definicija, ki se uporablja v poljskem kazenskem zakoniku. Koncept komunističnega zločina se uporablja tudi širše v mednarodnem prostoru in ga uporabljajo nevladne organizacije za človekove pravice in vladne agencije, kot so Fundacija Unitas, Inštitut za informacije o zločinih komunizma, Inštitut za preučevanje totalitarnih režimov, Inštitut za preiskovanje komunističnih zločinov v Romuniji ter Urad za dokumentacijo in preiskovanje zločinov komunizma.  

## Poljska uprava
V pravni terminologiji – kot je opredeljeno v členu 2.1 Zakonskega lista (Dziennik Ustaw, DzU) Republike Poljske, izdanega 18. decembra 1998, »komunistični zločini« pomenijo zločine, ki so jih zagrešili funkcionarji komunističnega režima med 17. septembrom 1939, ko je Sovjetska zveza napadla Poljsko in 31. decembrom 1989, ko je padel komunizem. V njem opredeljena kazniva dejanja pomenijo bodisi politično represijo bodisi neposredno kršitev človekovih pravic posameznika ali skupine; vključno s tistimi, ki so v poljskem kazenskem pravu tistega časa drugače imenovane. Koncept zajema tudi številne druge nezakonite dejavnosti, ki jih prepoveduje poljska zakonodaja, ki veljajo že od leta 1932, kot je ponarejanje dokumentov in njihova uporaba z namenom škodovanja ljudem, omenjenim v njih.
Koncept komunističnih zločinov je bil pravno uveden leta 1998 in večkrat revidiran. Zasnovan je bil za olajšanje študij dogodkov in pregona ljudi z oblasti, ki so zagrešili zločine nad poljskimi državljani in poljsko državo. Opredelitev je konceptualno podobna pravnemu konceptu nacističnega zločina.

### Od 4. do 7. člena
Funkcionar komunistične države je opredeljen kot javni uslužbenec, vključno s tistimi, ki so prejeli pravno zaščito podobno kot javni uslužbenci, zlasti vladni uradniki in voditelji komunistične partije. Vpleteni funkcionarji bi najverjetneje delali za poljsko obveščevalno službo, varnostno službo in druge oddelke za notranje zadeve (zlasti za cenzuro in verske zadeve). Posebne organizacije, navedene kot primeri, so Ministrstvo za javno varnost Poljske, Służba Bezpieczeństwa in Główny Zarząd Informacji Wojska Polskiego. Komunistične zločine bi lahko na Poljskem zagrešili tudi pripadniki tujih civilnih ali vojaških služb, kot so KGB, NKVD, SMERSH in Stasi. 
Zločini, ki jih mednarodno pravo priznava kot zločine proti človeštvu, zločine zoper mir in vojne zločine, na Poljskem ne vplivajo na zastaranje. Na te zločine ne vplivajo niti nekdanji odloki o amnestiji ali ukinitvi, izdani na komunistični Poljski pred 7. decembrom 1989. V primeru umorov poljsko zastaranje začne teči 1. avgusta 1990 in teče 40 let, za druga kazniva dejanja pa 30 let.
Koncept je nadomestil izraz stalinističen zločin (zbrodnia stalinowska), ki se je prej uporabljal v poljskem pravu za podobna dejanja, tako kot je koncept nacističnega zločina nadomestil pojem hitlerskega zločina. Tako stalinistične kot hitlerovske zločine je poljska zakonodaja prvič opredelila leta 1991.
Pri oblikovanju koncepta komunističnega zločina so poljski zakonodajalci izrecno zavrgli idejo, da je komunistični zločin enak nacističnemu zločinu oziroma da lahko zakonodaja o komunističnem zločinu temelji na zakonodaji o nacističnem zločinu (že opredeljeno v zakonodaji 31. avgusta 1944), saj so na nekaterih ravneh podobni, na drugih pa so dovolj različni, da so analogije nesprejemljive. 
Komunistične zločine preiskuje predvsem Inštitut narodnega spomina, poseben raziskovalni inštitut s tožilskimi pooblastili, ustanovljen z isto zakonodajo, ki je leta 1998 opredelila pojem komunističnega zločina. Dva primera takšnih nerešenih komunističnih zločinov sta Avgustovska hajka in Kąkolewnica, pokol, znan tudi kot pokol v gozdu Baran.